# Now (Shania Twain-album)
 For alternative betydninger, se Now. (Se også artikler, som begynder med Now)
Now er det femte studiealbum af den canadiske sanger Shania Twain. Det blev udgivet den 29. september 2017 via Mercury Nashville. Det er Twains første nye studiealbum i 15 år siden udgivelsen af Up! i 2002. Albummets førstesingle, "Life's About to Get Good", blev udgivet den 15. juni 2017. Twain promoverede albummet med fjernsynsoptrædender, festivalkoncerter og interviewer. Fra maj 2018 starter hun på Shania Now Tour.

## Spor
| Standard edition | Standard edition               | Standard edition           | Standard edition | Standard edition | Standard edition | Standard edition | Standard edition | Standard edition | Standard edition |
| #                | Titel                          | Producer(s)                | Længde           |                  |                  |                  |                  |                  |                  |
| ---------------- | ------------------------------ | -------------------------- | ---------------- | ---------------- | ---------------- | ---------------- | ---------------- | ---------------- | ---------------- |
| 1.               | "Swingin' with My Eyes Closed" | Shania Twain Ron Aniello   | 3:33             |                  |                  |                  |                  |                  |                  |
| 2.               | "Home Now"                     | Twain Aniello Matthew Koma | 3:21             |                  |                  |                  |                  |                  |                  |
| 3.               | "Light of My Life"             | Twain Jake Gosling         | 3:36             |                  |                  |                  |                  |                  |                  |
| 4.               | "Poor Me"                      | Twain Gosling              | 3:21             |                  |                  |                  |                  |                  |                  |
| 5.               | "Who's Gonna Be Your Girl"     | Twain Aniello Koma         | 4:13             |                  |                  |                  |                  |                  |                  |
| 6.               | "More Fun"                     | Twain Jacquire King        | 3:38             |                  |                  |                  |                  |                  |                  |
| 7.               | "I'm Alright"                  | Twain Aniello              | 3:51             |                  |                  |                  |                  |                  |                  |
| 8.               | "Roll Me on the River"         | Twain Aniello Koma         | 3:06             |                  |                  |                  |                  |                  |                  |
| 9.               | "We Got Something They Don't"  | Twain King                 | 3:28             |                  |                  |                  |                  |                  |                  |
| 10.              | "You Can't Buy Love"           | Twain Gosling              | 2:39             |                  |                  |                  |                  |                  |                  |
| 11.              | "Life's About to Get Good"     | Twain Aniello Koma         | 3:40             |                  |                  |                  |                  |                  |                  |
| 12.              | "Soldier"                      | Twain King Riley           | 2:59             |                  |                  |                  |                  |                  |                  |
| 41:25            |                                |                            |                  |                  |                  |                  |                  |                  |                  |

| Deluxe edition | Deluxe edition                    | Deluxe edition         | Deluxe edition | Deluxe edition | Deluxe edition | Deluxe edition | Deluxe edition | Deluxe edition | Deluxe edition |
| #              | Titel                             | Producer               | Længde         |                |                |                |                |                |                |
| -------------- | --------------------------------- | ---------------------- | -------------- | -------------- | -------------- | -------------- | -------------- | -------------- | -------------- |
| 8.             | "Let's Kiss and Make Up"          | Twain Aniello Dan Book | 3:59           |                |                |                |                |                |                |
| 9.             | "Where Do You Think You're Going" | Twain Aniello          | 3:22           |                |                |                |                |                |                |
| 10.            | "Roll Me on the River"            | Twain Aniello Koma     | 3:06           |                |                |                |                |                |                |
| 11.            | "We Got Something They Don't"     | Twain King             | 3:28           |                |                |                |                |                |                |
| 12.            | "Because of You"                  | Twain Gosling          | 3:47           |                |                |                |                |                |                |
| 13.            | "You Can't Buy Love"              | Twain Gosling          | 2:39           |                |                |                |                |                |                |
| 14.            | "Life's About to Get Good"        | Twain Aniello Koma     | 3:40           |                |                |                |                |                |                |
| 15.            | "Soldier"                         | Twain King Riley       | 2:59           |                |                |                |                |                |                |
| 16.            | "All in All"                      | Twain King             | 3:43           |                |                |                |                |                |                |
| 56:16          |                                   |                        |                |                |                |                |                |                |                |

## Hitlister
| Hitliste (2017)                | Højeste placering |
| ------------------------------ | ----------------- |
| Australien (ARIA)              | 1                 |
| Østrig (Ö3 Austria)            | 16                |
| Belgien (Ultratop Flanderen)   | 39                |
| Belgien (Ultratop Vallonien)   | 43                |
| Canadiske Albummer (Billboard) | 1                 |
| Tjekkiet (ČNS IFPI)            | 93                |
| Holland (Album Top 100)        | 22                |
| Frankrig (SNEP)                | 56                |
| Tyskland (Offizielle Top 100)  | 12                |
| Irland (IRMA)                  | 4                 |
| New Zealand (RIANZ)            | 3                 |
| Norge (VG-lista)               | 21                |
| Skotland (OCC)                 |                   |
| Spanien (PROMUSICAE)           | 39                |
| Sverige (Sverigetopplistan)    | 42                |
| Schweiz (Schweizer Hitparade)  | 10                |
| Storbritannien (OCC)           | 1                 |
| US Billboard 200               | 1                 |
| US Country Albums (Billboard)  | 1                 |